# 沃拉里

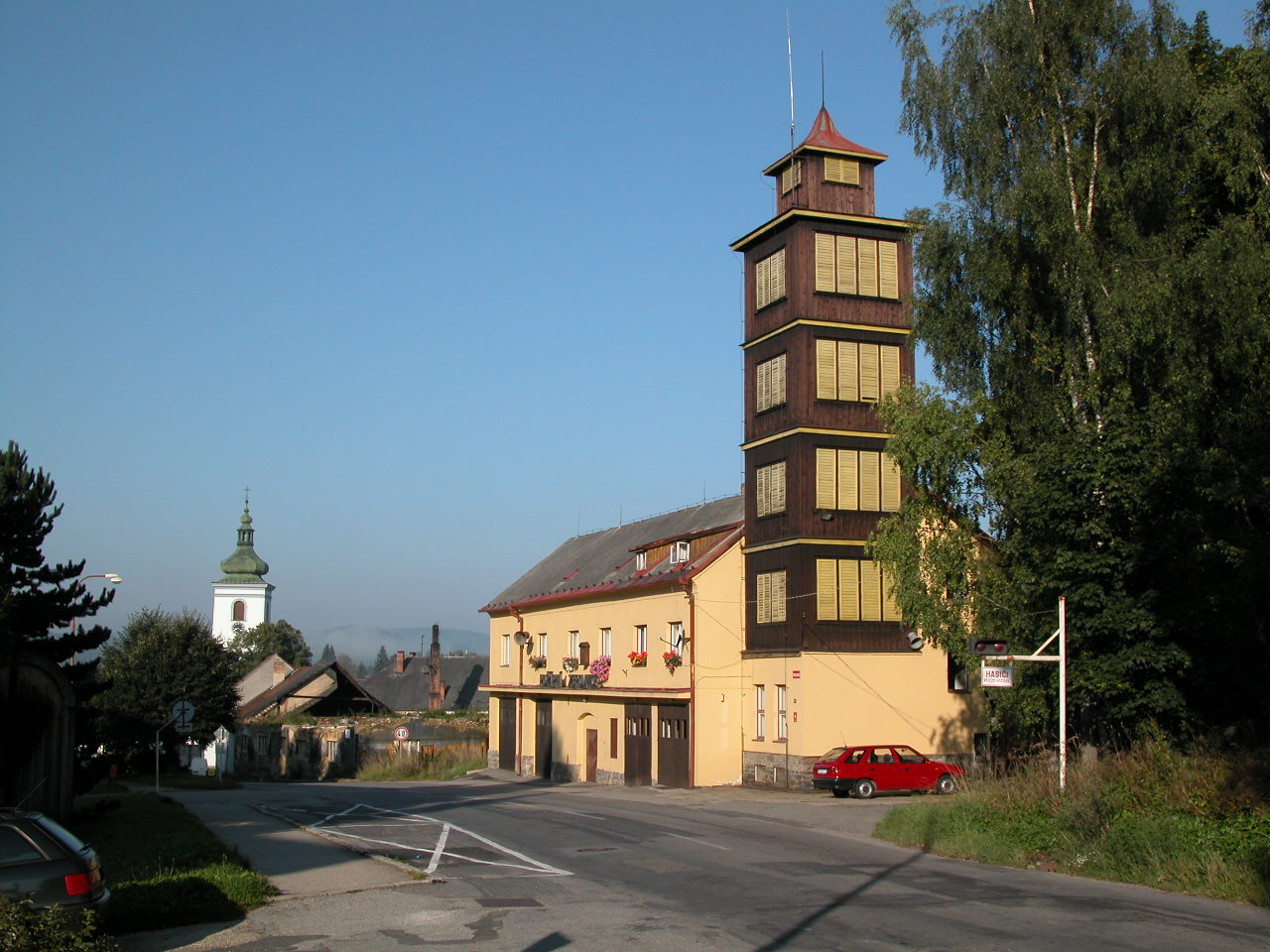

沃拉里是捷克的城鎮，位於該國西南部，距離普拉哈季采16公里，由南摩拉維亞州負責管轄，面積107.63平方公里，海拔高度760米，2005年人口4,083。

## 外部連結
- （捷克文） Official website （页面存档备份，存于）
- （捷克文） News